# Tängran
Tängran är en sjö i Falu kommun i Dalarna och ingår i Dalälvens huvudavrinningsområde. Sjön har en area på 0,569 kvadratkilometer och ligger 155 meter över havet. Sjön avvattnas av vattendraget Lillälven (Tängerströmmen).

## Delavrinningsområde
Tängran ingår i det delavrinningsområde (674833-149724) som SMHI kallar för Utloppet av Tängran. Medelhöjden är 206 meter över havet och ytan är 4,34 kvadratkilometer. Räknas de 78 avrinningsområdena uppströms in blir den ackumulerade arean 982,23 kvadratkilometer. Lillälven (Tängerströmmen) som avvattnar avrinningsområdet har biflödesordning 2, vilket innebär att vattnet flödar genom totalt 2 vattendrag innan det når havet efter 261 kilometer. Avrinningsområdet består mestadels av skog (74 procent). Avrinningsområdet har 0,57 kvadratkilometer vattenytor vilket ger det en sjöprocent på 13,1 procent.